# Sarah Gardiner
Sarah Gardiner (9 juillet 1812 - 25 décembre 1918) est une centenaire britannique considérée comme la personne la plus âgée d'Europe au moment de sa mort.

## Biographie
Sarah Gardiner naît le 9 juillet 1812 au Royaume-Uni. Elle décède le 25 décembre 1918, à l'âge de 106 ans, dans son pays natal. Elle est la personne la plus âgée connue en Grande-Bretagne au moment de sa mort.